# Kronetorps mölla
Kronetorps mölla är Skånes största mölla från 1841. Möllan är en holländare, det vill säga byggd på fast sockel med en rörlig hätta som kan justeras efter vindriktningen. 
Möllan, tillsammans med den samtida möllarebostaden, blev byggnadsminnesförklarad 1971. Sedan 1976 ägs möllan av Burlövs kommun medan Burlövs mölleförening står för skötseln.

## Historia
År 1834 köptes Kronetorpsgård av köpmannen och Malmöborgaren Christian Bergh som 1841 på den högsta platsen på gårdens ägor lät uppföra möllan, som var och är Skånes största vinddrivna mölla. Byggmästare var den kände kvarnkonstruktören Christian Sjöström från Svedala.
På 1860-talet hade möllan en kapacitet på fyra par stenar vilket gjorde att man kunde mala 16 säckar i timmen och det krävdes tre anställda för att klara verksamheten. Efter Christian Berghs död övertogs Kronetorp av sonen Alfred Bergh som tillsammans med sina fyra ogifta systrar Edla, Wilhelmina, Henriette och Nathalia skötte gården och möllan. Systrarnas dödsbo sålde gården och möllan 1927 till Herman Ulldal-Jörgensen. Han arrenderade ut möllan till Anton Lorén och senare till Ivar Andersson. Siste möllare blev Emil Andersson som innehade arrendet fram till 1961. 1968 togs ägandet över av Mogens Ulldal-Jörgensen som 1976 sålde möllan till Burlövs kommun.

## Bilder

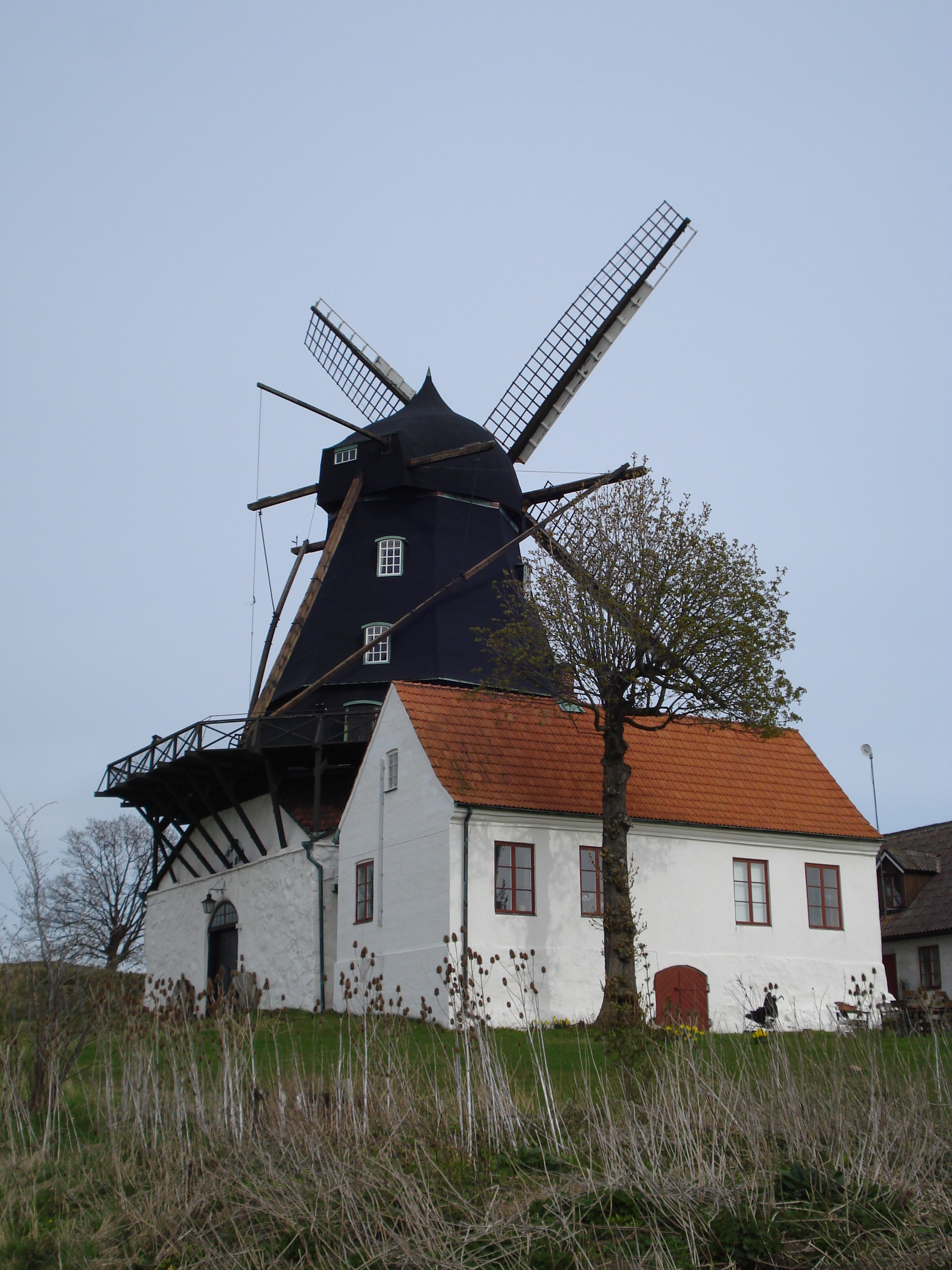
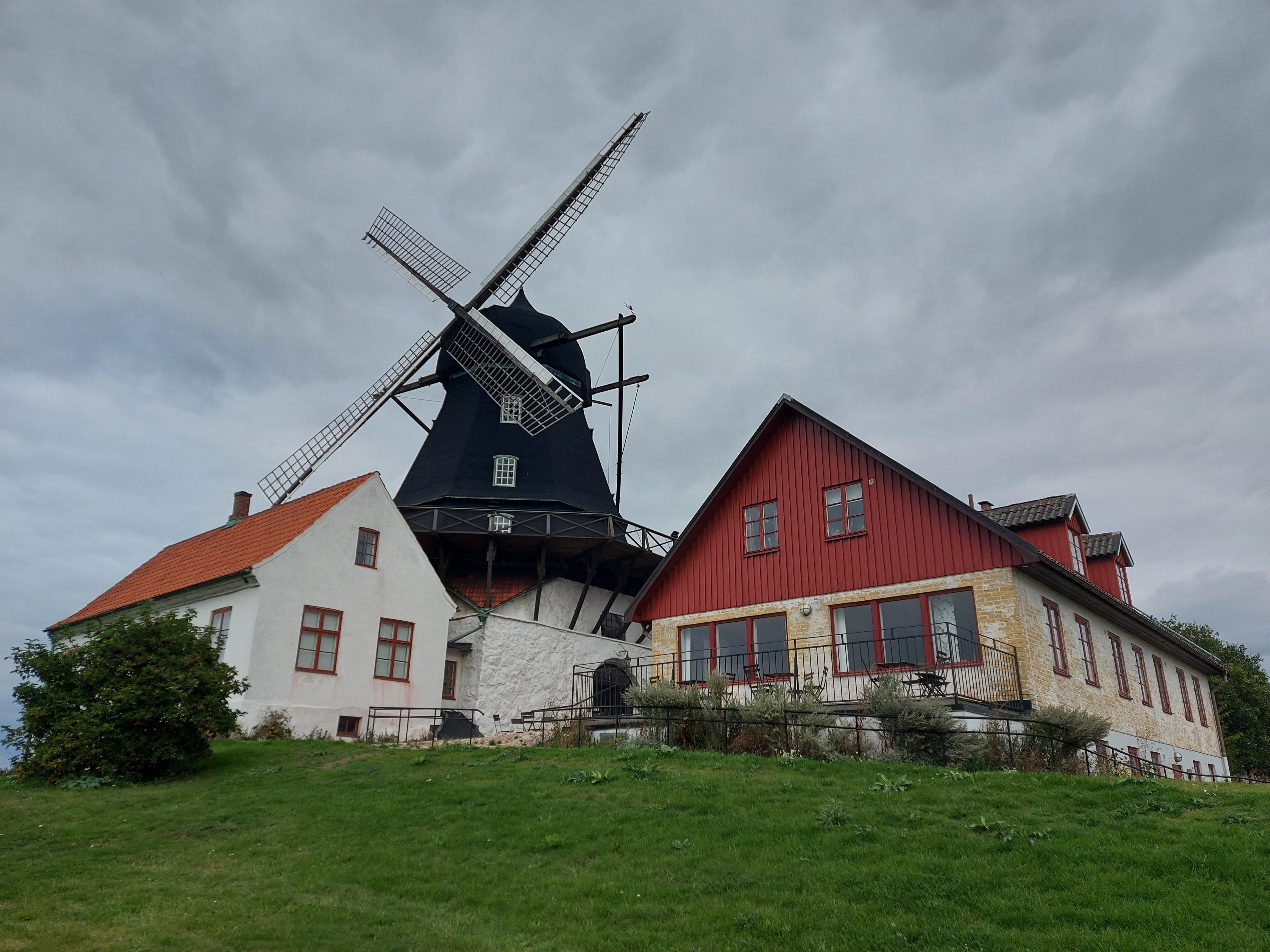